# Diana Baciu
Diana Baciu (ur. 26 marca 1994) – mołdawska szachistka, mistrzyni FIDE od 2009 roku.

## Kariera szachowa
Wielokrotnie reprezentowała Mołdawię na mistrzostwach świata i Europy juniorek w różnych kategoriach wiekowych, największy sukces odnosząc w 2011 r. w Albenie, gdzie zdobyła tytuł mistrzyni Europy juniorek do 18 lat. Oprócz tego, dwukrotnie zdobyła brązowe medale: Batumi 2006 (MŚ do 12 lat) oraz Vũng Tàu 2008 (MŚ do 14 lat). 
Od 2007 r. odnosi sukcesy w finałach indywidualnych mistrzostw Mołdawii: w 2007 podzieliła II-III m., w 2008 zdobyła medal srebrny, w 2009 – tytuł mistrzyni kraju, natomiast w 2010 – medal brązowy.
W 2010 r. zadebiutowała w narodowej drużynie podczas rozegranej w Chanty-Mansyjsku szachowej olimpiadzie.
Najwyższy ranking w dotychczasowej karierze osiągnęła 1 marca 2012 r., z wynikiem 2211 punktów zajmowała wówczas 2. miejsce (za Swietłaną Pietrenko) wśród mołdawskich szachistek.